# The Black Dahlia Haunting
The Black Dahlia Haunting è un film del 2012 diretto da Brandon Slagle.
Molti personaggi e sottotrame del film sono ispirate a recenti teorie sulla morte di Elizabeth Short.

## Trama
Los Angeles, 1947. In un appartamento Elizabeth Short viene torturata ed uccisa da un individuo.
2012, mentre sta scavando in una grotta Malcolm scopre uno strano pugnale. Dopo averlo toccato ha una visione del delitto Short, poi una strana entità sotto forma di nebbia fuoriesce da esso.
La giovane Holly Jenson arriva a Los Angeles per vedere suo fratello cieco Tyler, accusato di aver assinato il padre e la madre (la matrigna di Holly). Holly soggiorna al Cecil Hotel, nei cui corridoi sembra aleggiare una presenza spettrale.
Nel frattempo Malcolm che ha trovato il pugnale inizia ad avvertira vicino a sé una presenza e le chiede di dirle come può essergli utile.
Il giorno seguente Holly si reca alla clinica del dottor Owen e apprende che Tyler è davvero il responsabile del duplice omicidio. Quando la donna chiede di poter vedere il ragazzo, il dottore le dice che prima di permetterglielo deve chiedere dei permessi. Più tardi Tyler viene visto intento a disegnare una donna - Elizabeth Short - e quella notte ha degli incubi nei quali rivive il suo omicidio.
Malcolm realizza di aver inavvertitamente invocato uno spirito malvagio che sta tentando di comunicare con lui. Lo spirito gli ha infatti detto di fare del male ad una persona la cui identità è però sconosciuta al giovane uomo.
Mentre passeggia lungo Norton Avenue, Holly chiede un'informazione ed una donna misteriosa vestita completamente di nero. La donna però non la considera e si mette a bisbigliare parole incomprensibili. Holly decide di ignorarla e se ne va via nel preciso istante in cui la donna svanisce sotto forma di nebbia rivelando così di essere il fantasma di Elizabeth Short.
Intanto il dottor Owen inizia a sospettare che Tyler possa essere posseduto da uno spirito.
Il pomeriggio del giorno seguente Holly riesce ad incontrare il fratello, il quale si dimostra freddo nei suoi confronti. In seguito il dottor Owen mostra alla ragazza i disegni di Tyler e resta sconvolta nell'apprendere che la donna disegnata è morta da oltre sessant'anni.
Mentre Malcolm viene posseduto dallo spirito malvagio, Holly si documenta tramite wikipedia e internet sul delitto di Elizabeth Short. Intanto il dottor Owen è sempre più convinto della possessione di Tyler. Lo spettatore apprende poi che in casa sua il dottore ha un'intera stanza tappezzata di foto ed articoli di giornale riguardanti il caso della Dalia Nera nonché una sorta di altarino con la foto dell'uomo che ha ucciso la Dalia Nera. Lo spettatore è inoltre portato a credere che l'uomo intenda servirsi di Tyler e di Holly per raggiungere degli scopi occulti.
Mentre si trova sotto la doccia Holly viene avvicinata e posseduta dallo spirito di Elizabeth Short. Da quel momento inizia a vestirsi di nero e si truccando col rossetto in modo che la sua bocca ricordi il Glasgow smile, una tortura inflitta ad Elizabeth dal suo assassino.
In un flashback del 1947 vediamo Elizabeth procurarsi un aborto e poi parlando con la sua amica Norma Jeane viene fatto intendere che le due abbiano qualcosa a che fare con strani giri forse legati alla prostituzione.
Il giorno seguente, Holly posseduta dalla Dalia Nera si reca nella grotta dove Malcolm ha trovato il pugnale e qui lo spirito rivela alla ragazza la sua intenzione di aiutarla a ferire chi la ha ferita esattamente come ha fatto con Tyler. Si scopre così che è stata lei a spingere il ragazzo ad uccidere il padre, colpevole di aver abusato di lui e di Holly, e la madre, colpevole di provare disprezzo per i due ragazzi. La Dalia mette anche in avviso Holly che qualcuno sta pianificando di farle del male
Nel frattempo, Malcolm dopo aver appreso che deve uccidere Tyler Jenson, si introduce in casa del dottor Owen e poi si reca nella sua clinica. Il giovane entra nella stanza di Tyler e dopo aver brevemente parlato con lui scegli di suicidarsi sparandosi un colpo di pistola piuttosto che commettere un omicidio come gli era stato detto dallo spirito malvagio.
Holly si è intanto introdotta in casa del dottor Owen. Anche a causa del suo nuovo look, l'uomo sembra aver capito che la giovane è posseduta dallo spirito della Dalia Nera. Improvvisamente una telefonata informa entrambi che Tyler è fuggito dalla clinica e i due si precipitano sul posto. Mentre si trova da sola in auto con i poliziotti che si sono occupati del delitto di suo padre, Holly li aggredisce e li uccide entrambi. Poi però viene assalita e rapita dal dottor Owen.
Il dottore porta la ragazza nella cantina della sua abitazione e le rivela che suo nonno, Steven Cordell, è l'assisino della Dalia Nera. L'uomo intende uccidere la donna esattamente come fece in passato suo nonno. La ragazza lo deride e lui la uccide. Il mattino seguente, mentre sta scendendo in cantina, il dottor Owen viene aggredito da Tyler - il quale ha scoperto il corpo della sorella - che lo uccide sparandogli un colpo alla testa. Tyler poi esce dalla casa dell'uomo ed ha apparentemente riacquistato la vista. Mentre si allontana dalla casa si vede il fantasma della Dalia sotto forma di nebbiolina fuori da essa.

## Produzione
Le riprese del film sono iniziate il 25 maggio 2012 ed hanno avuto luogo a Los Angeles, Hollywood e Pasadena in California, a Scottsdale in Arizona e a Summerlin, in Nevada.

## Director's cut
Nel 2017 è uscita una versione director's cut del film.

## Errori
Sebbene al termine dei titoli di coda sia indicato che le teorie narrate nel film sono frutto di finzione, esisto però nel film diversi errori:
- L'attrice Alexis Iacono che interpreta nel film la Dalia Nera è molto differente da come era in realtà Elizabeth Short. Nella realtà Elizabeth aveva i capelli più corti e ricci, occhi azzurri ed era più magra di costituzione.
- Non esiste alcuna prova che Elizabeth Short e Marilyn Monroe - nel film chiamata semplicemente Norma Jeane - si conoscessero. E anche nel caso che si fossero mai conosciute non erano coinvolte in strani giri legati alla prostituzione.
- Nel film vediamo Elizabeth Short procurarsi un aborto quando nella realtà è stato assodato che a causa di una malformazione genitale essa non avrebbe potuto restare incinta.
- Nel film vediamo il fantasma della Dalia Nera infestare il Cecil Hotel. Questo fatto è stato probabilmente ispirato da voci erronee che affermano che Elizabeth Short sia stata vista viva per l'ultima volta al bar del Cecil e che tutt'oggi il suo fantasma infesterebbe l'hotel. In realtà l'ultimo luogo in cui fu vista viva fu il Biltmore Hotel, che curiosamente si afferma proprio sia infestato dal suo fantasma.

## Accoglienza
Sul sito Rotten Tomatoes il film ha un indice di gradimento del 41%.

## Riconoscimenti
- 2012 - PollyGrind Underground Film Festival of Las Vegas
  - Best Scream Queen
  - Miglior cameo
- 2012 - Shockfest Film Festival
  - Miglior regia
  - Miglior attrice